# Mutt Williams
Henry «Mutt» Williams (apodo de Henry Walton «Mutt» Jones III) es un personaje ficticio creado por George Lucas, que aparece por primera vez en la película Indiana Jones y el reino de la calavera de cristal, dirigida por Steven Spielberg, protagonizada por Harrison Ford y estrenada mundialmente el 22 de mayo de 2008. Mutt es un joven «greaser» de los años cincuenta y está interpretado por el actor Shia LaBeouf, durante Indiana Jones y el Dial del Destino es relatado que Mutt se enlistó en el ejército para enojar a su padre y perdió la vida durante la guerra, provocando gran dolor a su madre y a causa de ello la separación de Indy y Marion.

## Biografía del personaje
El verdadero nombre de Mutt es Henry Jones III, ya que es el hijo biológico de Marion Ravenwood y Henry Jones Junior más conocido como Indiana Jones, el profesor de arqueología que dedica su tiempo libre a buscar reliquias por todo el mundo.
Mutt siempre había creído que era el hijo de un piloto condecorado de la Segunda Guerra Mundial que murió en combate siendo él muy pequeño. Sin embargo Mutt fue fruto de una breve relación que mantuvieron sus padres tras los sucesos de Raiders of the Lost Ark, por lo que seguramente naciese en 1937 o 1938. Pero a punto de casarse Indiana se fue sin dar ninguna explicación a Marion pero dejándola embarazada, aunque esto no lo sabían ninguno de los dos. 
Casi veinte años después Mutt es un joven rebelde, muy al estilo de Marlon Brando en Salvaje, que busca al viejo profesor Jones, sin saber que es su padre, para que le ayude a buscar a Harold Oxley, máxima autoridad en cuanto a las misteriosas calaveras de cristal y que se ha perdido en Perú buscando la mítica ciudad de Akator, y a su madre que ha ido a buscarlo. Así Indy y Mutt se adentran en la jungla amazónica en busca del legendario reino de la calavera de cristal.
- Datos: Q2553064